# Joan Giralt i Banús
Joan Giralt i Banús   (Badalona, 1922 - Badalona, 20 d'agost de 2011) va ser un dibuixant de còmics català.
Nascut a la ciutat de Badalona el 1922, va instal·lar-se el 1927, durant la seva infantesa, a la veïna Sant Adrià de Besòs, on va establir-se de manera permanent. Els seus dibuixos estan documentats per primera vegada a la dècada del 1940, les seves primeres obres sempre eren dibuixos acompanyats de guia. Entre 1945 i 1947 va presentar un dibuixos de fades a l'Editorial Hispano-Americana. El 1950 va començar a treballar amb l'Editorial Ricart, per a la qual va crear diversos còmics com Ardillitas, Cuentos Orientales, Episodios de Corea, Selecciones de guerra, Superhombre i Robinson Crusoe. Posteriorment, als anys 60 i 70 també va treballar per a diverses agències europees, com Bardon o DC Thomson, això va fer que les seves obres traspassessin les fronteres espanyoles i arribés a il·lustrar relats francesos, anglesos o alemanys, com Brik per al mercat francès. El 1977 va tornar al mercat espanyol i va treballar per a Bruguera publicant primer diversos relats breus de temàtica policíaca per a revistes com Super Mortadelo o Super Pulgarcito. Així mateix, va encarregar-se de cinc adaptacions literàries de J. M. González Cremona de la col·lecció Joyas Literarias Juveniles de Bruguera. A la dècada del 1990 encara va treballar en una col·lecció de terror alemanya i uns dibuixos humorístics per a la premsa àrab. Giralt va morir a Badalona el 20 d'agost de 2011, als 89 anys.
Del 22 de setembre al 3 d'octubre de 2015 la biblioteca de Sant Adrià va acollir l'exposició Joan Giralt i Antonio Bernal: fabricants de somnis, que també van organització conjuntament amb l'Ajuntament de Sant Adrià i el Museu de l'Hospitalet, i que va comptar amb la col·laboració de la família del dibuixant. Gràcies a l'exposició es va recuperar i documentar part de la seva obra, es van descobrir obres desconegudes o que havien estat atribuïdes a altres autors com Emili Giralt.